# My Indigo
My Indigo est un projet musical de la chanteuse et auteur-compositrice et interprète néerlandaise Sharon den Adel. Le projet a été annoncé fin 2017, précisant qu'il n'est pas lié au groupe de metal symphonique Within Temptation de Sharon den Adel.

## Contexte
Vers la fin de l'année 2017, après une période sans nouvelles, le groupe de Sharon den Adel, Within Temptation, publie sur les réseaux sociaux qu'une nouvelle annonce de den Adel va bientôt arriver. Le 10 novembre den Adel annonce, via une vidéo postée sur la page Facebook officielle du groupe, la création du projet. Selon la chanteuse, après que le groupe ait conclu leur dernière tournée mondiale, une panne d'écriture l'empêche de composer de nouvelles chansons avec le groupe. À ce moment, elle est aux prises avec des problèmes personnels, elle décide d'écrire des chansons pour elle-même, afin de mieux faire face à ces problèmes. Elle révèle plus tard que son père était très malade. Après une période de deux ans à composer pour elle-même, elle a décide de partager le contenu publiquement, en dehors de son groupe. Le projet est intitulé My Indigo (trad. Mon Indigo),. Elle explique avoir utilisé l'introspection et l'examen de conscience dans son processus de composition, alors que la peur d'une perte permanente de sa créativité était récurrente à cette période. Selon la chanteuse, le nom du projet vient de la « lumière », mais aussi du sentiment « morose » que cette couleur lui donne, ce qu'elle considère être la principale atmosphère des chansons. Le premier single, également intitulé My Indigo, est publié le jour même de l'annonce. Une deuxième chanson, intitulée Out of the Darkness (traduit par Sortir de l'obscurité), est présentée lors d'une performance live lors d'un événement de NPO Radio 2 le 9 décembre et publiée le 15 décembre.
Le premier album, qui a également reçu le nom de My Indigo, est publié le 20 avril 2018 et reçoit une critique positive,,. Les critiques musicales trouvent des différences entre ce projet et le travail de den Adel avec Within Temptation et notamment une version de den Adel plus « vulnérable » et « introspective », par opposition aux compositions « grandes » et « épiques » qui sont caractéristiques de son groupe. Des influences des années 80 et du pop contemporain sont également notées, ce que la chanteuse confirme elle-même et déclare être influencée par des artistes comme Kate Bush, Sting et Florence and the Machine. Den Adel déclare qu'en travaillant avec le projet, une nouvelle source d'inspiration lui est venue pour la création de chansons avec WT, dont la sortie est prévue pour fin 2018.

## Discographie

### Albums Studio
- My Indigo (2018)

### Singles
- My Indigo (2017)
- Out of the Darkness (2017)
- My Indigo (Chill Mix) (2018)
- Crash and Burn (2018)
- Crash and Burn (Leeb Remix) (2018)
- Someone Like You (2018)
- Where Is My Love (2018)